# AgustaWestland AW189
AgustaWestland AW189 je dvomotorni srednje velik večnamenski helikopter, ki ga trenutno razvijajo pri italijansko-britanskem podjetju AgustaWestland. AW189 je baziran na vojaškem AW149, ki je sam povečana verzija AW139.
Nov helikopter so objavili na Pariškem letalskem šovu 20. junija 2011. Certificiran naj bi bil do leta 2013 in v uporabi do leta 2014. 
AW189 naj bi se uporabljal za iskanje in reševanje (SAR), preskrbovanje naftnih ploščadi z delavci in tovorom in VIP transport. Imel bo kapaciteto 16-19 potnikov. Posadka bo dvočlanska, v nekaterih pogojih bo lahako uporavljal tudi samo en pilot.
Imel bo petkraki glavni rotor, štirikraki repni rotor in uvlačljivo pristajalno podvozje. Poganjala ga bosta dva turbogredna motorja General Electric CT7-2E1 
Imel bo transmisijo, ki bo lahko delala 50 minut, tudi če pride do izgube olja.
Prvič je poletel 21. decembra 2011 v kraju Cascina Costa, Italija. Prvi proizvodni model je poletel oktobra 2013. Do julija 2013 je zbral čez 80 naročil.

## Tehnične specifikacije
- Posadka: 1 ali 2
- Kapaciteta: 12-18 potnikov
- Kapaciteta goriva: 2 068 l
- Dolžina: 17,60 m (57 ft 9 in)
- Premer rotorja: 14,60 m (47 ft 11 in)
- Višina: 5,06 m (16 ft 7 in)
- Gros teža: 8 300 kg (18 300 lb)
- Motorji: 2 × General Electric CT7-2E1 turbogredna, 1 492 kW (2 000 KM) vsak
- Potovalna hitrost: 267–278 km/h (166–173 mph)
- Dolet: 370 km (230 milj)